# Rue du Four-Saint-Jacques
La rue du Four-Saint-Jacques, ou plus simplement rue du Four, est une ancienne rue du 5e arrondissement de Paris, disparue en 1880 pour permettre l'extension du collège Sainte-Barbe.

## Origine du nom
Cette rue tenait son nom du four banal, appartenant à l'église Saint-Hilaire, qui y était situé. Le suffixe « Saint-Jacques », en référence au quartier Saint-Jacques où elle était située, a été rajouté pour la distinguer d'autres rues portant le même nom : rue du Four-Saint-Germain (actuelle rue du Four) et rue du Four-Saint-Honoré (rue Vauvilliers depuis 1864).

## Situation
Longue de 41 m, cette rue commençait rue des Sept-Voies (rue Valette depuis 1879) et finissait rue d'Écosse,.
Les numéros de la rue étaient rouges. Le dernier numéro impair était le no 7 et le dernier numéro pair était le no 8.
Elle était située dans l'ancien 12e arrondissement, puis, après 1859, dans le 5e arrondissement.

## Historique
Il est fait référence à cette voie dans le cartulaire de l'abbaye Sainte-Geneviève de 1248 sous la forme vicus ou ruella Furni.
Elle est citée dans Le Dit des rues de Paris de Guillot de Paris sous la forme « rue du Petit-Four » ou « rue du Petit-Four-Saint-Ylaire ».
Une décision ministérielle du 13 juin 1807 fixe la largeur de la rue à 7 m. Les constructions riveraines sont soumises à un retranchement de 1,20 m.
En 1877, elle est renommée en l'honneur de Pierre Antoine Victor de Lanneau (1758-1830) qui fut le refondateur du collège Sainte-Barbe voisin. Mais la voie est supprimée trois ans plus tard pour permettre l'extension et la rénovation du collège. Le nom est alors transféré à l'actuelle rue de Lanneau (ancienne rue Saint-Hilaire).